# Fort Coffee
Fort Coffee is een plaats (town) in de Amerikaanse staat Oklahoma, en valt bestuurlijk gezien onder Le Flore County.

## Demografie
Bij de volkstelling in 2000 werd het aantal inwoners vastgesteld op 412.
In 2006 is het aantal inwoners door het United States Census Bureau geschat op 428, een stijging van 16 (3,9%).

## Geografie
Volgens het United States Census Bureau beslaat de plaats een oppervlakte van
16,6 km², geheel bestaande uit land. Fort Coffee ligt op ongeveer 140 m boven zeeniveau.

## Plaatsen in de nabije omgeving
De onderstaande figuur toont nabijgelegen plaatsen in een straal van 16 km rond Fort Coffee.